# おひつじ座ガンマ星
おひつじ座γ星は、おひつじ座の恒星で4等星。

## 概要
B型のγ1星とA型のγ2星の2つの準巨星による連星で、500au以上離れた距離を互いに5,000年以上掛けて周回している。γ2星はりょうけん座α2型変光星で、その恒星大気はケイ素に富んでいる。

## 名称
学名はγ Arietis（略称はγ Ari）である。固有名のメサルティム (Mesarthim) は、アラビアの28月宿の第1宿である al-sharaṯān に由来する。これは元々β星とγ星の2つの星から成り、アラビア語で「2つ」を表しているが、具体的に何を指していたのかは不明である。この言葉は中世ヨーロッパでラテン語化されたときに Sartai と崩された。ヨハン・バイエルは Sartai をα星、β星、γ星の名前として使ったが、誤ってヘブライ語で「従者」を意味する meshārethīm に由来するとした。これが後にγ星の名前として使われるようになったものである。2016年9月12日に国際天文学連合の恒星の命名に関するワーキンググループ (Working Group on Star Names, WGSN) は、Mesarthim をおひつじ座γ2星 (HR 546) の固有名として承認した。